# 리얼리티 방송
리얼리티 방송(영어: reality television)은 대본에 기반하지 않는, 멜로드라마틱한 상황이나 유머스러운 상황을 표출하는 텔레비전 프로그램의 한 장르로, 전문 배우 대신 일반인을 주연으로 하는 것이 보통이며 상을 수여하는 콘테스트에서도 이따금 이루어진다. 리얼리티 방송은 1948년 TV 시리즈 캔디드 카메라(Candid Camera)에서 비롯한다. 이 장르는 1999년부터 2000년 즈음 빅 브라더와 서바이벌과 같은 텔레비전 시리즈의 성공과 더불어 하나의 현상으로 급격히 발전하였다. 리얼리티 방송 장르에 속하는 프로그램을 흔히 리얼리티 쇼(reality shows)라 부르며 텔레비전 시리즈로 자주 제작된다. 다큐멘터리, 뉴스, 스포츠는 일반적으로 리얼리티 쇼로 분류하지 않는다.

## 역사
일반인들이 재밌고 낯선 상황을 마주치고 몰래 카메라에 촬영되는 앨런 펀트의 캔디드 카메라(Candid Camera)는 1948년부터 2014년까지 방영한 프로그램은 리얼리티 텔레비전 방송의 원조이며 본보기로 간주되고 있다.

## 솔루션 포맷
1990년대 후반 IMF 사태 이후, 사회적으로 크고 작은 문제가 발생하고, 이를 해결하는 과정에서 일어나는 인간의 다양한 모습과 현대 사회의 모순성을 공론화하면서, 수 많은 사람들의 심금을 울리기 위한 무거운 주제 의식을 갖춘 소재를 모티브로 한 TV 프로그램은 점차적으로 증가하고 있는 추세다. 
KBS 2TV의 금요 시추에이션 드라마인 '부부클리닉 사랑과 전쟁'의 경우, 이혼 및 가족 문제 해결을 위한 지상파 유일의 솔루션 프로그램이기 때문에, 이혼 위기에 처한 부부들의 사례와 다양한 가족 문제들을 허심탄회하게 다루면서, 부부 사이의 크고 작은 모든 문제들을 화해 및 중재, 조정하는 클리닉 과정을 통해서, 결혼의 진정성 및 도덕성을 모색하고, 사회적 담론을 이끌며, 성 주체성의 건전한 관계 회복을 유도하며, 부부 재발견 및 건전한 가정 생활을 영위하기 위한 공존의 길을 제시하자는 취지로 기획하여, 15% 내외의 압도적인 시청률을 기록하는 기염을 토한 만큼, 해마다 쉴 새없이 급증하고 있는 황혼 이혼 세태 속에서, 수 많은 시청자들의 관심이 상당히 높음을 반영한 솔루션 프로그램의 새로운 지평을 열게 되었다.
또한, SBS의 시사·교양 프로그램인 '우리 아이가 달라졌어요'를 비롯한, '긴급출동 SOS 24'의 경우, 문제 발생과 해결의 공식을 따르면서, 시청자들에게 반면교사 역할을 제공한 솔루션 프로그램의 대중적인 흡인력 때문이라고 단정 지을 수 있다.

## 같이 보기
- 리얼 버라이어티